# Toscan
Cet article concerne les dialectes toscans. Pour les autres significations du mot « Toscan », voir Toscan (homonymie).
Les parlers toscans sont des dialectes romans de la famille italienne parlés en Toscane.

## Histoire
C'est l'éclat littéraire du parler de la ville de Florence, incarné notamment par Dante, Pétrarque et Boccace, qui l'impose comme norme standard de l'italien moderne. Sa position centrale et le développement politique et économique de cette ville renforcent ce choix. La variété florentine du toscan est codifiée par Pietro Bembo dans son ouvrage Prose della volgar lingua (Proses de la langue vulgaire), en 1526, mais aussi par l'Accademia della Crusca qui impose son Vocabolario en 1612. Elle triomphe avec Alessandro Manzoni et ses Promessi sposi en 1827. Curzio Malaparte demeure l'un des dépositaires de la langue et de l'esprit des Toscans du XXe siècle. 
Quand le royaume d'Italie est proclamé en 1861, il faut une unique langue nationale pour la communication parmi les régions italiennes, qui parlent alors des dialectes ou langues différents. Grâce à son importance culturelle et au soutien d’Alessandro Manzoni, le nouveau gouvernement italien choisit le dialecte toscan.
Cette victoire du toscan ne doit pas faire oublier que les dialectes sont restés extrêmement vivaces en Italie et que, au cours de l'histoire, d'autres variétés standard ont vu le jour dans la région.

## Dialectes
Le toscan est un ensemble de dialectes locaux, qui ne présentent entre eux qu'un faible coefficient de variation.
En Toscane les parlers se divisent en dialectes toscans septentrionaux et dialectes toscans méridionaux. 
Les dialectes septentrionaux sont (d'est en ouest) :
- le florentin (fiorentino), dialecte principal de la ville de Florence, de Casentino, du Chianti et de Mugello, aussi parlé à Prato et le long du fleuve Arno jusqu'à la ville de San Miniato ;
- le pistoïais, parlé dans la ville de Pistoia et dans la région adjacente (pour certains linguistes, ce dialecte ne se distingue pas du florentin) ;
- le pesciatin ou Valdinievolese, parlé dans la vallée de Valdinievole, dans les villes de Pescia et Montecatini Terme (pour certains linguistes, ce dialecte ne se distingue pas du lucquois) ;
- le lucquois, parlé à Lucques (Lucca) et dans la région adjacente (la Lucchesia) ;
- le viareggien parlé à Viareggio
- le pisan-livournais parlé à Pise et à Livourne et dans la région adjacente, le long de la côte méridionale, jusqu'à la ville de Piombino.
- le corse parlé en Corse, à Capraia, à Elbe et dans le nord de la Sardaigne.
- la langue de la Versilia parlée dans les municipalités de Pietrasanta, Forte dei Marmi, Seravezza, Stazzema (Territoires de Versilia) et Cinquale (Province de Massa-Carrara).

Les dialectes méridionaux sont (d'est en ouest) :
- L’arétin, parlé à Arezzo et dans le Val di Chiana ;
- Le siennois (Senese), parlé à Sienne et dans sa province ;
- Le grossetan parlé à Grosseto et dans sa province.